# Ewa Kupiec
Ewa Kupiec (ur. 2 listopada 1964 w Dusznikach-Zdroju) – polska pianistka,  uważana za jedną z bardziej zaangażowanych europejskich interpretatorek muzyki współczesnej.

## Życiorys
Ewa Kupiec urodziła się w Polsce w Dusznikach-Zdroju. Studiowała muzykę w Katowicach, na Uniwersytecie Muzycznym Fryderyka Chopina w Warszawie oraz w Królewskiej Akademii Muzycznej w Londynie pod kierunkiem Nelly Akopian.
W 1992 roku wygrała prestiżowy konkurs ARD Music Competition w kategorii duetów fortepian z wiolonczelą. Koncertuje na całym świecie, m.in. w Berlinie, Birmingham, Paryżu, Rzymie, Helsinkach, Kopenhadze, Monachium, Hamburgu, Frankfurcie, Lipsku i Pradze. Bierze udział w najbardziej prestiżowych festiwalach, jak Schleswig-Holstein, Jersey Arts Festival, Bad Kissinger Sommer, Casals Festival, Kuhmo, MDR Musiksommer i Rheingau Musik Festival. W roku 2002 odbył się jej amerykański debiut z Milwaukee Symphony, po którym otrzymała kolejne propozycje występów w Stanach Zjednoczonych. W tym samym roku po raz pierwszy wystąpiła w Japonii.
Artystka dużo uwagi poświęca promocji utworów polskich kompozytorów. Dokonała nagrań kompozycji m.in.: Ignacego Jana Paderewskiego, Karola Szymanowskiego, Fryderyka Chopina, Witolda Lutosławskiego. W 2001 roku wydała płytę z rejestracją wszystkich dzieł na fortepian solo Grażyny Bacewicz, a cztery lata później – jej sonat na skrzypce i fortepian. W 2004 roku, wraz z Orkiestrą Symfoniczną Radia Berlińskiego pod batutą Johna Axelroda nagrała utwory na fortepian i orkiestrę Władysława Szpilmana.
W 2004 roku wykonała po raz pierwszy od czterdziestu lat I Koncert fortepianowy Alfreda Schnittke z Orkiestrą Symfoniczną Radia Berlińskiego pod batutą Franka Strobla. Sukces tego przedsięwzięcia zaowocował zaproszeniem do nagrania wszystkich utworów rosyjskiego kompozytora na fortepian i orkiestrę. Płyta ukazała się w sierpniu 2008 roku.
Koncertowała i nagrywała z dyrygentem Stanisławem Skrowaczewskim. Występowała ponadto pod batutą takich artystów, jak: Krzysztof Penderecki, Andrés Orozco-Estrada, Marin Alsop, Neeme Järvi, Ingo Metzmacher, Xian Zhang, Sakari Oramo, Siemion Byczkow, Giancarlo Guerrero, Herbert Blomstedt, Lothar Zagrosek, Gilbert Varga, Christoph Poppen, Andrzej Boreyko, Marek Janowski. Koncertowała z kameralistami: Janem Voglerem, Jörgiem Widmannem i Isabelle Faust oraz Petersen Quartett.
Występowała z czołowymi orkiestrami m.in.: z São Paulo Symphony Orchestra, Minnesota Orchestra, Melbourne Symphony Orchestra, Yomiuri Nippon Symphony Orchestra, Orchestre de Paris, Het Residentie, Orkiestrą Filharmonii Królewskiej w Sztokholmie, Royal Liverpool Philharmonic, Filharmonikami Monachijskimi, Orkiestrą Lipskiego Gewandhausu, Orchestrą Gulbenkiana, Filharmonikami Drezdeńskimi i Orkiestrą Filharmonii Narodowej w Warszawie.
W 2009 roku artystka wystąpiła w Warszawie podczas festiwalu „Chopin i jego Europa”. Od 2011 roku jest profesorem fortepianu w Hochschule für Musik, Theater und Medien Hannover. W lipcu 2018 r. została wybrana członkiem Europejskiej Akademii Nauki i Sztuki. Obecnie mieszka w Monachium.